# اينك (تشيشير)
اينك (بالإنجليزية: Ince)‏ هي قرية و أبرشية مدنية تقع في المملكة المتحدة في إنجلترا. يقدر عدد سكانها بـ 209 نسمة .